# Carl Philipp Emanuel Bach
Carl Philipp Emanuel Bach (8. března 1714, Výmar – 14. prosince 1788, Hamburk), druhý nejstarší syn Johanna Sebastiana Bacha a jeho manželky Marie Barbary Bachové, proslul jako cembalista, skladatel a pedagog.

## Život
Stejně jako jeho starší bratr Wilhelm Friedmann začal od roku 1723 navštěvovat Školu u svatého Tomáše v Lipsku, kde jejich otec učil. V mládí prošel u otce důkladným kontrapunktickým školením. Roku 1731 začal na Lipské univerzitě studovat práva. Když se mu roku 1733 nepodařilo získat místo varhaníka v Naumburgu, odešel o rok později do Frankfurtu nad Odrou, kde na tamní univerzitě pokračoval ve studiu práv. Zde založil Collegium musicum a přivydělával si výukou hry na cembalo.
V roce 1738 se Carl Philipp Emanuel definitivně rozhodl pro hudbu. Jeho další tvůrčí dráha přinesla odklon od barokního směru k novému hudebnímu myšlení raného klasicismu. Nicméně seriózní, myšlenkově hluboký umělecký projev jeho otce zůstal i jemu vlastní a projevil se v jeho tvorbě osobitou výrazovou hloubkou. V uvedeném roce 1738 získal Bach místo cembalisty v kapele prince a později pruského krále Fridricha II. Zde zůstal téměř třicet let. Kapela působila střídavě v Berlíně a v Postupimi. V roce 1744 se oženil s nejmladší dcerou berlínského obchodníka s vínem, s Johannou Marií Dannemannovou. V průběhu let 1745–1748 se manželům narodily tři děti: Johann Adam, Anna Carolina Philippina a Johann Sebastian. Roku 1747 přijel rodinu do Berlína navštívit Carlův otec. Muzikální Fridrich II. využil pobytu proslulého skladatele a zadal mu téma k improvizaci. Johann Sebastian Bach téma použil jako základ pro svůj cyklus ricercarů Hudební obětina.
Bach nebyl ve službách vrtkavého krále příliš spokojen. Jeho roční plat ve výši 300 tolarů byl ve srovnání s 2000 tolary flétnisty Johanna Joachima Quantze a kapelníka králova orchestru Carla Heinrich Grauna nízký. Italský kastrát Felice Salimbeni si v sezóně 1750/1751 vydělal dokonce 4400 tolarů. V roce 1753 se Bach marně ucházel o místo varhaníka v Žitavě, dva roky nato neuspěl v konkurzu na učitele ve Škole u svatého Tomáše v Lipsku, kterou kdysi sám navštěvoval. Ze skladatelského hlediska ale bylo Bachovo berlínské období plodné. Kromě komorní hudby složil v té době 35 koncertů pro cembalo a 8 symfonií. V Berlíně také Bach získal přístup do kroužku tamních literátů, píšících ve stylu anakreontiky. Jeho blízkým přítelem se stal vůdčí představitel tohoto směru, Johann Wilhelm Ludwig Gleim, seznámil se zde také s Lessingem.
V roce 1767 přesídlil do Hamburku, kde převzal po Telemannovi úřad regenschoriho pěti tamních největších kostelů a kromě toho funkci kantora na gymnáziu zvaném Johanneum. Zvítězil tehdy v konkurzu, kterého se také zúčastnil jeho starší bratr Wilhelm Friedemann a další hudebníci. Stal se čelnou osobností hudebního života tohoto svobodného města, přátelil se s významnými německými básníky a dalšími umělci. Jako jeden z prvních v Německu organizoval veřejné koncerty.
Zemřel 14. prosince 1788 na tuberkulózu. Byl pochován v kryptě evangelického kostela svatého Michala v Hamburku.

## Tvorba
Největší význam má jeho instrumentální tvorba – koncerty pro cembalo a orchestr, klavírní sonáty, triové sonáty a smyčcové kvartety. Skládal také oratoria, pašije a kantáty Nejrozsáhlejší je ovšem Bachova tvorba pro sólové cembalo: složil pro tento nástroj 210 sonát. V nich dospěl nejen k pozoruhodné úrovni nástrojové sazby, nýbrž i k vývojovému pokroku v oblasti hudebního výrazu nového slohu: stal se charakteristickým představitelem tendence Sturm und Drang, projevující se obzvláště intenzitou výrazu zejména v polohách vášnivých a citově vypjatých, které předznamenaly v období raného klasicismu situaci, označovanou též jako romantická krize. K dosažení vysokého stupně výrazové intenzity jsou u Bacha zapojeny všechny složky hudební řeči – osobitou formulací témat počínaje a jejich harmonickým výkladem i nástrojovou stylizací konče. Objevují se i programní názvy, které mají blíže specifikovat vlastní hudební obsah díla. Svým pojetím klavírní sonáty ovlivnil řadu dalších skladatelů včetně Josepha Haydna a W. A. Mozarta. Ve vokálním oboru je autorem oratorií a velkého počtu chrámových skladeb, písní, árií a ód s duchovním i světským obsahem. Je také autorem jednoho z nejvýznamnějších pramenů o předklasické hudební interpretaci a estetice: Versuch über die wahre Art das Clavier zu spielen (Studie o pravém umění klavírní hry). První díl tohoto spisu byl vydán v roce 1753, druhý roku 1762. Soupis Bachova díla pořídil belgický muzikolog Alfred Wotquenne (1867–1939).
Pro své současníky představoval "velkého Bacha" právě on, nikoliv jeho otec. Carl Philipp Emanuel Bach byl raný představitel nového typu umělce, respektovaného génia, který postupně nahrazoval představu hudebníka jako řemeslníka.
Carl Philipp Emanuel Bach používal pro svá vystoupení nástroje (klavichord a fortepiano) od Gottfrieda Silbermanna, v té době známého výrobce klávesových nástrojů. V roce 2020 byla Paulem McNultym vyrobena kopie fortepiana podobného tomu které používal Bach — od Gottfrieda Silbermanna z roku 1759.

## Nahrávky na soudobých nástrojích
- Edna Stern, Amandine Beyer. Carl Philipp Emanuel Bach. 4 Sonatas for Violin and fortepiano. Nahráno na replice klavíru Walter of Paula McNultyho
- Les Adieux, Andreas Staier. Carl Philipp Emanuel Bach. Chamber Music - Quartets for Fortepiano. Replika historického klavíru od Christophera Clarka
- Gustav Leonhardt. Carl Philipp Emanuel Bach. Concerto No 1 in D Minor. Nahráno na replice cembala Blanchet (od Downyho, rok 1975)

## Fotogalerie

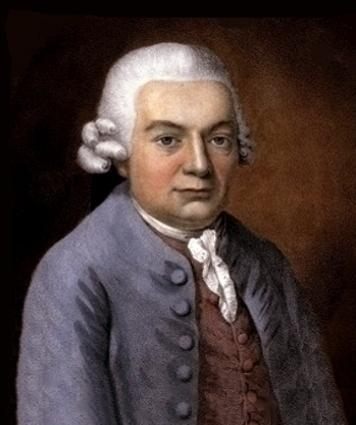
Carl Philipp Emanuel Bach
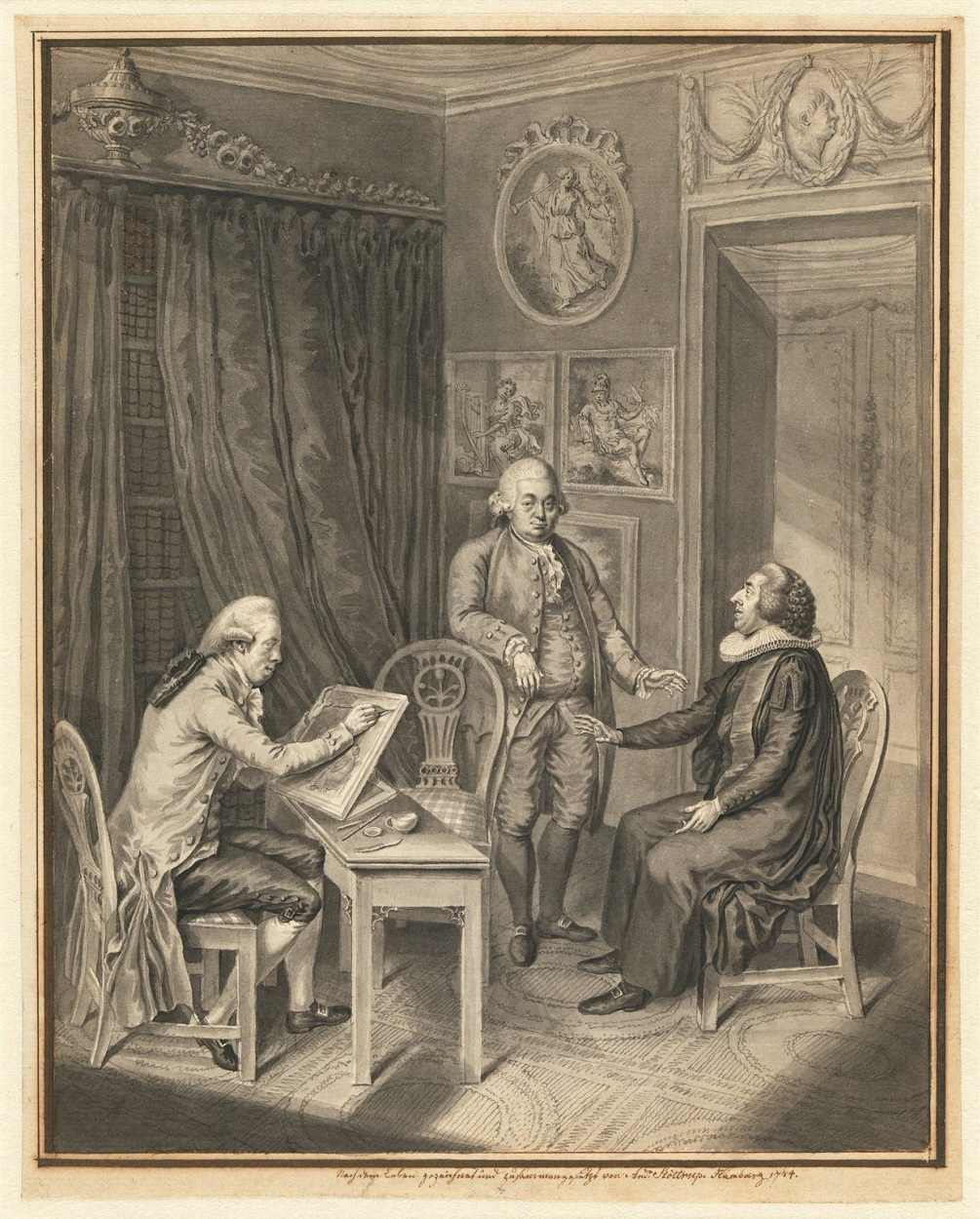
Zleva hamburský pastor Stöttrup, Bach a portrétista Andreas Sturm v roce 1784
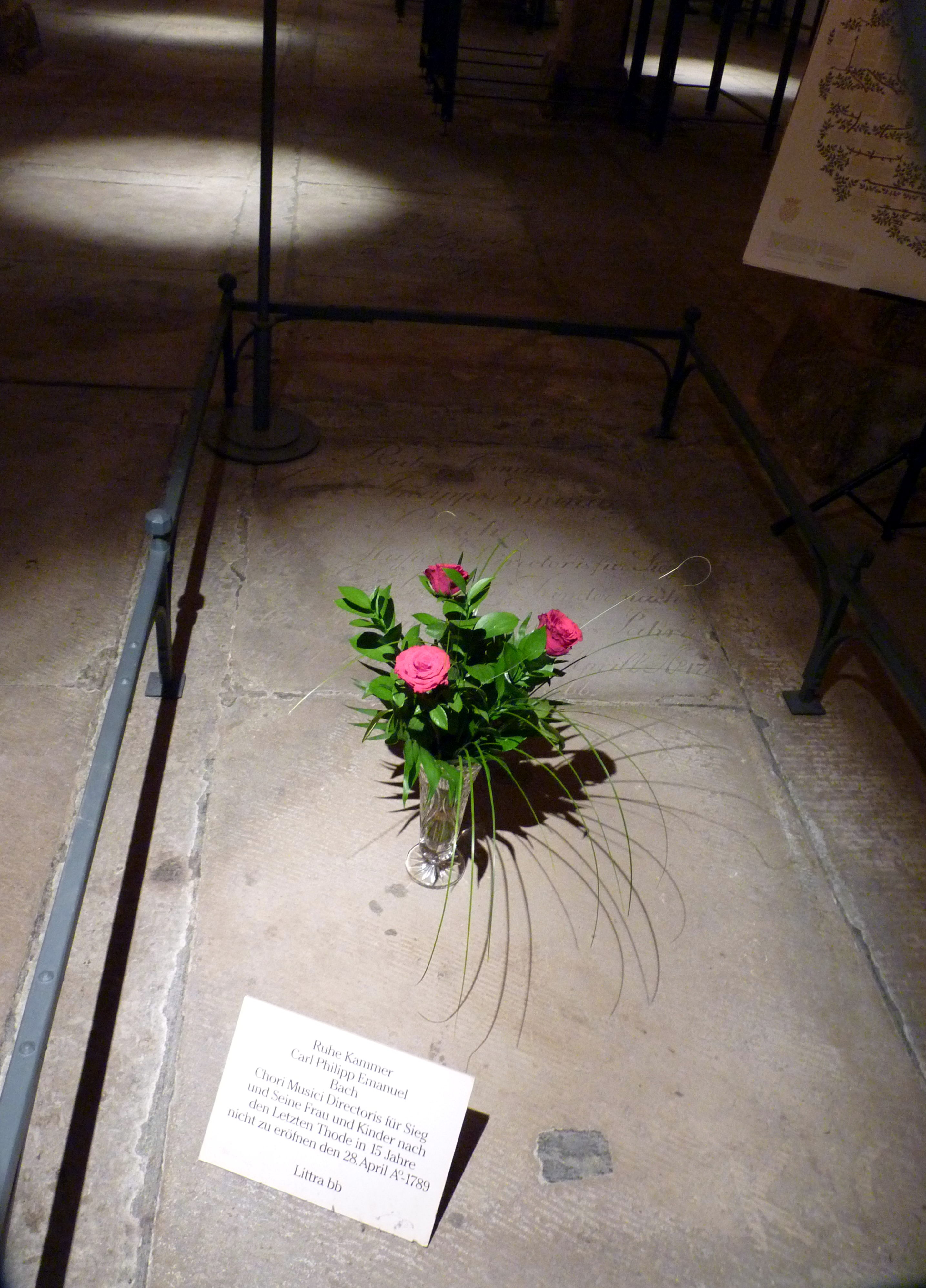
Jeho hrob v kryptě kostela sv. Michala v Hamburku
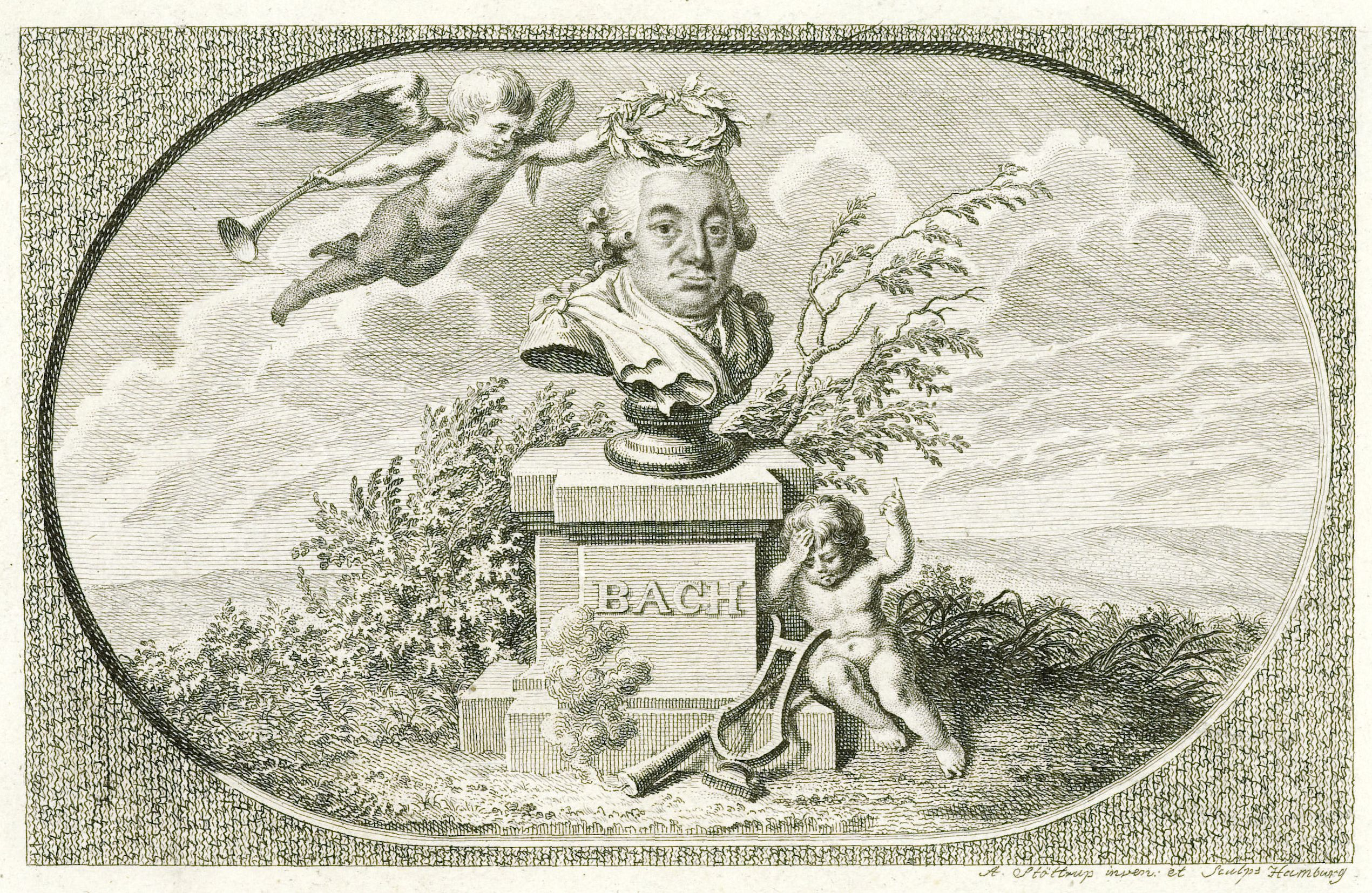
Bachův portrét od Andrease Stöttrupa z roku 1785